# Speerwurfmeeting Offenburg
Das Speerwurfmeeting Offenburg ist ein seit Mai 2017 jährlich im ETSV-Stadion der südwestdeutschen Stadt Offenburg ausgetragener Leichtathletikwettbewerb, der von der ortsansässigen LG Offenburg organisiert wird. Hauptsponsor ist von Anfang an der Saarbrücker Pharmahersteller Ursapharm Arzneimittel GmbH – zunächst unter dem offiziellen Firmennamen und seit 2023 unter dem Namen des Ophthalmika-Produktsortimentes „Hylo“.
In der Regel ist der Wettbewerb hochkarätig besetzt: So nahmen bislang beispielsweise Thomas Röhler und Sara Kolak als amtierende Olympiasieger, Johannes Vetter, Anderson Peters und Katharina Molitor als amtierende Weltmeister, Julian Weber und Christin Hussong als amtierende Europameister, Jo-Ane van Dyk als amtierende Afrikameisterin, Kara Winger als amtierende Siegerin der Panamerikanischen Spiele sowie Annu Rani als amtierende Siegerin der Asienspiele teil. Seit der siebten Austragung im Jahr 2023 findet das Meeting im Rahmen der World Athletics Continental Tour – der zweiten Ebene internationaler eintägiger Wettkämpfe unterhalb der Diamond League – statt und zählt dort zur Silber-Kategorie. Diese Einstufung ermöglicht es Athleten, in Offenburg Punkte für die Weltrangliste zu sammeln und sich somit Möglichkeiten für die Qualifikation zu Olympischen Sommerspielen zu schaffen.
Zusätzlich zu den Männer- und Frauenkonkurrenzen finden beim Speerwurfmeeting auch Nachwuchswettkämpfe statt; darüber hinaus absolvierte der kleinwüchsige Behindertensportler Mathias Mester 2018 und 2020 als Einzelathlet Würfe in der Para-Startklasse F41.

## Statistik
| Datum         | Erster Platz    | Erster Platz | Zweiter Platz    | Zweiter Platz | Dritter Platz    | Dritter Platz |
| Datum         | Name            | Weite        | Name             | Weite         | Name             | Weite         |
| ------------- | --------------- | ------------ | ---------------- | ------------- | ---------------- | ------------- |
| 13. Mai 2017  | Andreas Hofmann | 88,79 m      | Lars Hamann      | 86,71 m       | Johannes Vetter  | 83,91 m       |
| 2. Juni 2018  | Andreas Hofmann | 92,06 m      | Johannes Vetter  | 86,27 m       | Bernhard Seifert | 85,17 m       |
| 26. Mai 2019  | Andreas Hofmann | 89,40 m      | Bernhard Seifert | 89,06 m       | Thomas Röhler    | 85,47 m       |
| 29. Aug. 2020 | Johannes Vetter | 84,03 m      | Kim Amb          | 78,97 m       | Timothy Herman   | 73,06 m       |
| 15. Aug. 2021 | Johannes Vetter | 86,17 m      | Anderson Peters  | 85,85 m       | Patriks Gailums  | 79,86 m       |
| 15. Mai 2022  | Andreas Hofmann | 86,52 m      | Johannes Vetter  | 85,64 m       | Gatis Čakšs      | 83,66 m       |
| 6. Aug. 2023  | Julian Weber    | 83,29 m      | Cameron McEntyre | 81,41 m       | Maurice Voigt    | 77,53 m       |
| 12. Mai 2024  | Artur Felfner   | 83,95 m      | Max Dehning      | 80,50 m       | Maurice Voigt    | 78,92 m       |
| 1. Juni 2025  | Julian Weber    | 86,18 m      | Marcin Krukowski | 77,47 m       | Nick Thumm       | 77,14 m       |

| Jahr          | Erster Platz       | Erster Platz | Zweiter Platz    | Zweiter Platz | Dritter Platz       | Dritter Platz |
| Jahr          | Name               | Weite        | Name             | Weite         | Name                | Weite         |
| ------------- | ------------------ | ------------ | ---------------- | ------------- | ------------------- | ------------- |
| 13. Mai 2017  | Katharina Molitor  | 62,26 m      | Christin Hussong | 61,13 m       | Alexia Kogut-Kubiak | 55,51 m       |
| 2. Juni 2018  | Liu Shiying        | 64,08 m      | Christin Hussong | 63,52 m       | Kara Winger         | 62,67 m       |
| 26. Mai 2019  | Nikola Ogrodníková | 67,40 m      | Christin Hussong | 63,98 m       | Annika-Marie Fuchs  | 62,36 m       |
| 29. Aug. 2020 | Sara Kolak         | 62,68 m      | Christin Hussong | 60,91 m       | Nikola Ogrodníková  | 60,84 m       |
| 15. Aug. 2021 | Nikola Ogrodníková | 60,40 m      | Kara Winger      | 59,80 m       | Līna Mūze           | 59,51 m       |
| 15. Mai 2022  | Christin Hussong   | 63,29 m      | Līna Mūze        | 62,88 m       | Nikola Ogrodníková  | 62,80 m       |
| 6. Aug. 2023  | Haruka Kitaguchi   | 61,88 m      | Tori Peeters     | 61,32 m       | Jo-Ane van Dyk      | 60,37 m       |
| 12. Mai 2024  | Adriana Vilagoš    | 63,58 m      | Jo-Ane van Dyk   | 63,57 m       | Maria Andrejczyk    | 62,72 m       |
| 1. Juni 2025  | Jo-Ane van Dyk     | 62,35 m      | Adriana Vilagoš  | 61,68 m       | Rhema Otabor        | 60,38 m       |